# هو جیا
هو جیا (چینی: 胡佳؛ زادهٔ ۱۰ ژانویهٔ ۱۹۸۳) شیرجه‌رو اهل چین است.
وی در مسابقات کشوری و بین‌المللی در مجموع برندهٔ ۴ مدال طلا، ۲ مدال نقره شده‌است.